# Tropidophorus perplexus
Tropidophorus perplexus är en ödleart som beskrevs av  Barbour 1921. Tropidophorus perplexus ingår i släktet Tropidophorus och familjen skinkar. Inga underarter finns listade i Catalogue of Life.